# Cecilia Bååth-Holmberg
Cecilia Ulrika Laura Lovisa Bååth-Holmberg (født 1. marts 1857 i Malmø, død 30. juli 1920 i Stockholm) var en svensk forfatterinde. Hun var søster til A.U. Bååth og datter af en fætter til Johan Ludvig Bååth.
Cecilia Bååth-Holmberg var gift med Teodor Holmberg med hvem hun (1876—1912) ledede Tärna Folkehøjskole i Vestmanland, som blev en af de anseligste højskoler i Sverige. Foruden sin virksomhed ved højskolen har hun udfoldet en anselig forfattervirksornhed i historisk, litteraturhistorisk og kulturhistorisk retning. Af hendes skrifter kan nævnes Karl XV som enskild man, konung och konstnär (1891), Giuseppe Garibaldi (1892), Charles George Gordon (1894), Kampen för och emot negerslafveriet (1896), Bjørnstjerne Bjørnson (1885), Frihetens sångarätt i Sverige (1889), Friedrich von Schiller (1905), Vestmanland (1904), När seklet var ungt (1897), Skogsboda gård (1902), Morfars bok med mere. Adskillige af disse er udkomme i flere oplag og oversat til fremmede sprog. Desuden har fru Bååath-Holmberg oversat en del, således af Drachmann, Jacobsen, Bjørnson med flere. Ved siden af sin virksomhed på højskolen og den af hende grundede Tärna Landhusholdningsskole har hun arbejdet særdeles virksomt for folkeoplysning i forskellig retning.